# Dharius
Alan Alejandro Maldonado Tamez (født 24. September, 1984), bedre kendt under kunstnernavnet, Dharius (tidligere MC Dharius, nogle gange afkortet som DHA), er en mexicansk rapper og komponist fra Monterrey, Nuevo León. Han er kendt for at have været en del af hiphopgruppen "Cartel de Santa" fra 1999 til 2013. Dharius' video og sang, "Me Alegro de Su Odio", var hans sidste indspilning med "Cartel de Santa".

## Tidligt liv
Han begyndte sin musikalske karriere i 1994 i en alder af 9, da hans bror Rodo og hans fætre, Fredo og Vhetto, overtalte ham til at deltage i rap-gruppen Los Pattos (en af de første rap-grupper i Mexico). Sammen med dem begyndte han at skrive sine første sangtekster og at optræde ved forskellige underground-koncerter i omegnen af byen Monterrey og i et af de få tv-programmer i Mexico, der gav plads til uafhængige bands fra de tidlige halvfemsere, kaldet "Desvelados" ("De opvågnede"), med Juan Ramón Palacios som vært, en ung formidler og visionær, der støttede mange alternative grupper, der er anerkendte i dag, på et tidspunkt, hvor der ikke var support fra hverken medier eller pladeselskaber.
I 1996, da Dharius var 12 år gammel, indspillede han sin første studiedemo sammen med "Los Pattos". Det førte til 2 singler, der begyndte at blive spillet i nogle radioprogrammer i Monterrey, nemlig "Tierra Mexicana" og "Siento". Med den sidstnævnte kom også hans første video og den første anerkendelse, da han vandt kategorien "Bedste amatørvideo" i prisuddelingen "La almohada de oro" ("Guldpuden") for den bedste musik i Monterrey.